# Boscs subhumits de Madagascar
La selva sub-humida de Madagascar és una ecoregió de l'ecozona afrotropical, definida per WWF, que ocupa la major part de l'altiplà central de Madagascar. Forma, juntament amb les ecoregions de selva de terres baixes de Madagascar i bruguerar de Madagascar, la regió denominada selva i bruguerar de Madagascar, inclosa en la llista Global 200.

## Descripció

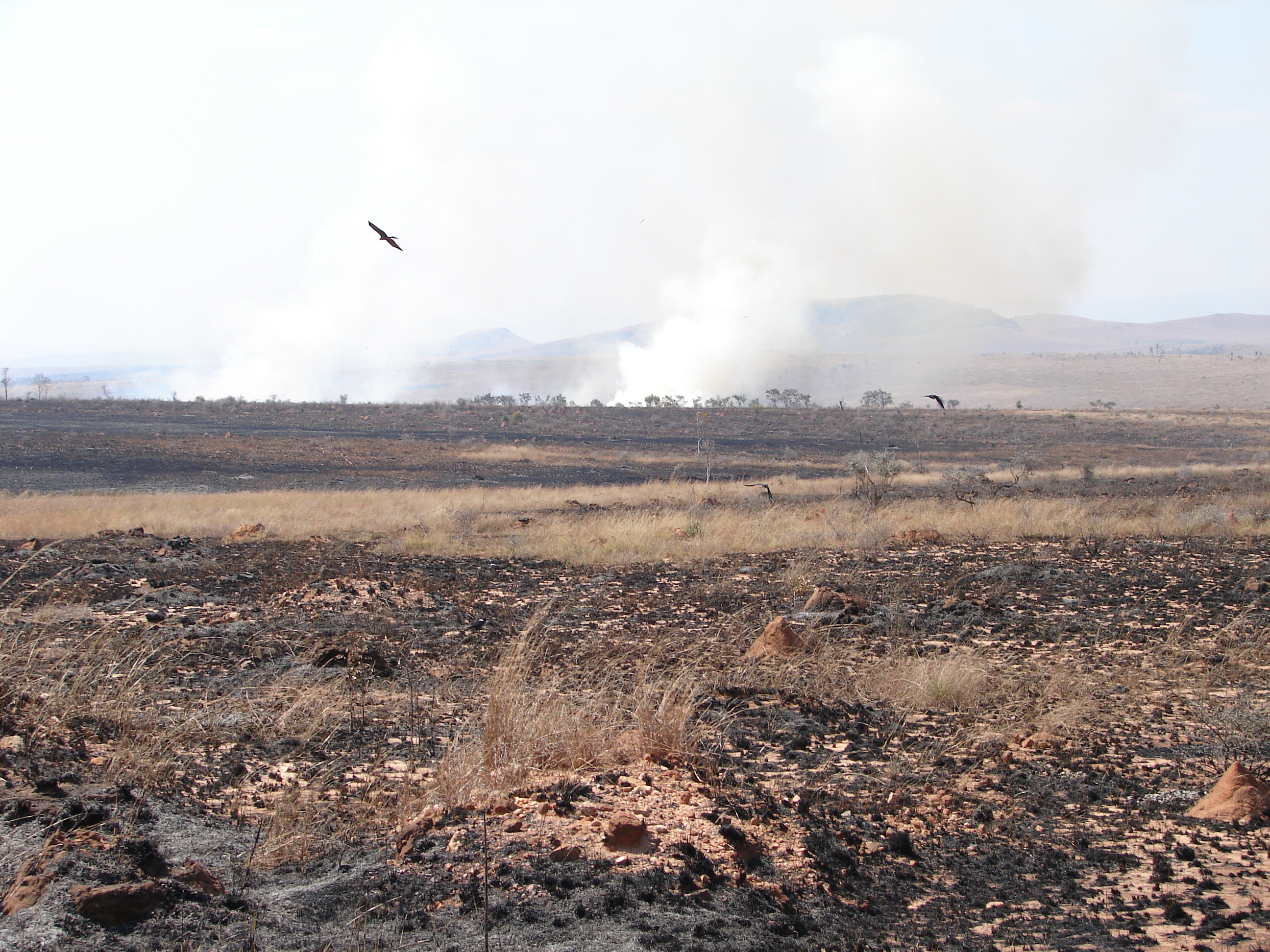
Crema de coberta vegetal per posterior llaurat i conreu (artigatge), en el Parc Nacional d'Isalo

És una ecoregió de selva plujosa amb una extensió total d'uns 199.500 quilòmetres quadrats, que cobreix la major part de l'altiplà central, des dels 800 metres d'altitud per l'est i des dels 600 metres per l'oest .Limita al nord i a l'oest amb el bosc sec caducifoli de Madagascar, a l'est amb la selva de terres baixes de Madagascar, al sud-oest amb la forest suculenta de Madagascar i al sud amb el matoll espinós de Madagascar. Arriba l'oceà Índic en dues estretes franges al nord-est i al nord-oest; en aquesta última, limita també amb un dels enclavaments del manglar de Madagascar. En sis àrees per sobre dels 1.800-2.000 metres d'altitud, deixa pas al bruguerar de Madagascar. La muntanya d'Ambre, en l'extrem nord de l'illa, alberga un enclavament de selva sub-humida, envoltada a menor altitud per selva seca caducifòlia. L'ecoregió també inclou diversos enclavaments en els massissos d'Analavelona i Isalo al sud-oest, envoltats de forest muntanyós suculent a menor altitud. La regió de Sambirano al nord-oest és un centre d'endemismes particular. L'altiplà rep els humits vents alisis, per la qual cosa és més humit que les regions circumdants al nord, al sud i a l'oest les selves no existeixen ja.

## Flora

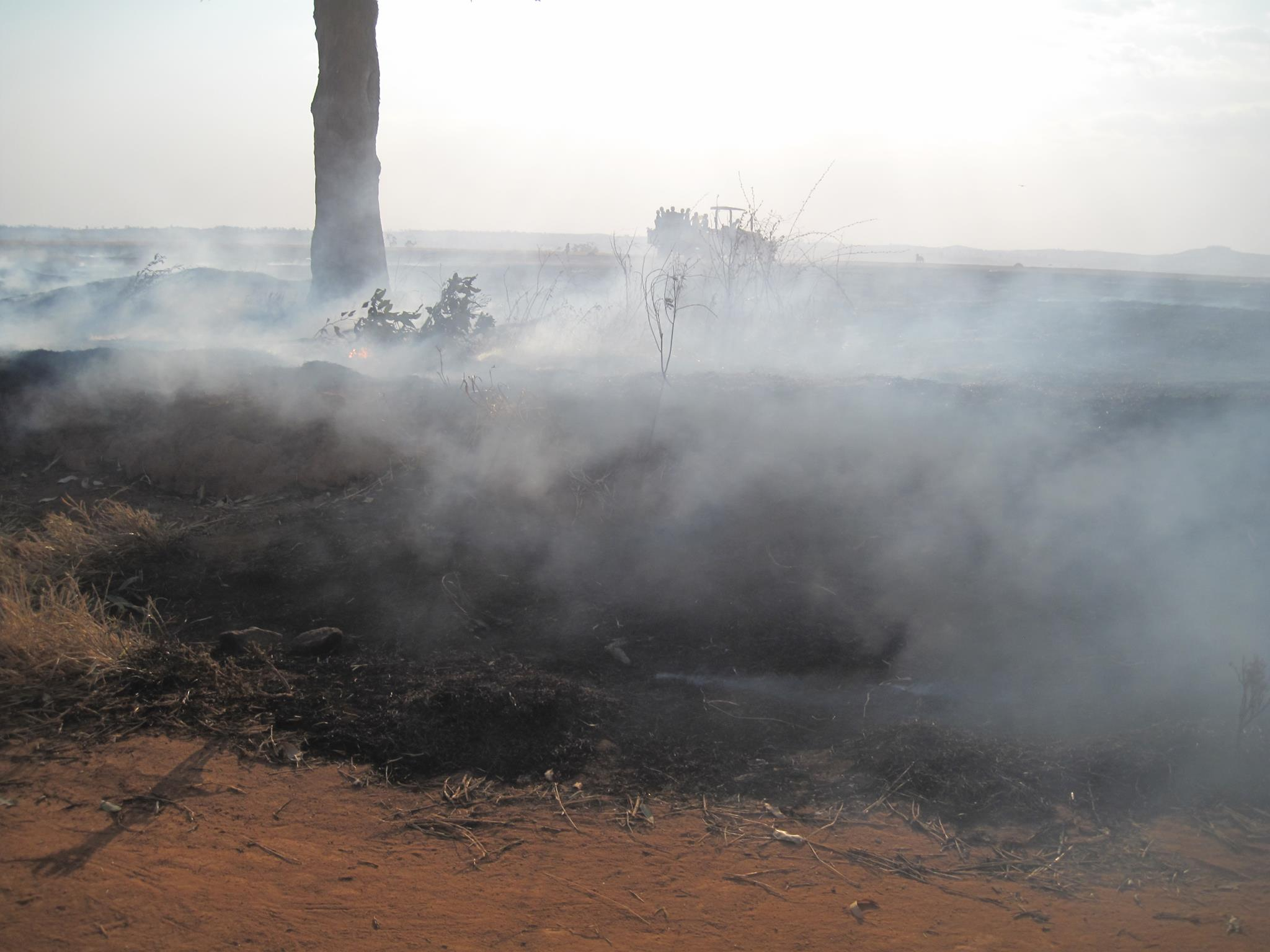
Crema d'herbàcies i restes d'arbrat en la regió de Bongolava

La flora original de l'ecoregió s'ha vist alterada per la intervenció humana: s'han talat extenses àrees per a agricultura i ramaderia, i s'han introduït moltes espècies exòtiques. Encara perviuen àrees de selva tancada sempre verda, i zones de muntanya oberta. Grans àrees estan cobertes de prat, però no és clar si això és o no resultat de l'intervenció humana. L'ecoregió alberga diverses espècies procedents de la flora antàrtica temperada de l'hemisferi sud, entre elles diverses espècies de coníferes podocarpàcies (Podocarpus i Afrocarpus) i Takhtajania perrieri, únic representant a Àfrica de les winteràcies.

## Fauna
Aquesta ecoregió albergava en l'antiguitat una megafauna característica. L'aïllament de Madagascar va provocar que les escasses espècies de mamífers terrestres, en particular els lèmurs, evolucionessin per adaptar-se a certs nínxols. Hi havia lèmurs gegants (Megaladapis edwardsi), avui extingits, tan grans com un orangutan adult. Diverses espècies d'au-elefant Aepyornis, ratites gegants no voladores, també es van extingir després de l'arribada de l'ésser humà a les illes; entre elles, Aepyornis maximus, la major au que ha existit.

## Endemismes
Entre les plantes endèmiques destaquen les palmeres Bismarckia nobilis i Ravenala madagascariensis. Diverses espècies de musaranyes, tenrecs i rosegadors són endèmiques d'aquesta regió.Entre les aus, cal citar el cabussó del llac Aloatra (Tachybaptus rufolavatus), el morell de Madagascar (Aythya innotata), tots dos en perill crític d'extinció, i dues espècies de passeriforme: L'oxylabes de celles grogues (Crossleyia xanthophrys) i Dromaeocercus brunneus. Hi ha almenys 25 espècies de rèptils endèmics i 20 d'amfibis, entre ells nombrosos camaleons, com Calumma tsaratananensis, el camaleó de Petter (Furcifer Petteri) i els camaleons nans Brookesia ambreesis, Brookesia antakarana, Brookesia lineata i Brookesia lolontany al nord i nord-oest, i Calumma fallax, Furcifer Campani i Furcifer minor al centre i sud de la regió; els eslizones Amphiglossus meva, Androngo crenni i tres espècies del gènere Euprepis: Euprepis grandidieri, Euprepis madagascariensis i Euprepis nancycoutouae; dos dragons, Lygodactylus blanci i el dragó diürn de Klemmer (Phelsuma klemmeri); el llangardaix Zonosaurus ornatus; les serps Pseudoxyrhopus ankafinensis, Liopholidophis grandidieri i Liopholidophis sexlineatus; i els amfibis Rhombophryne Testudo, Scaphiophryne goettliebi, Mantella crocea, Mantella cowani, Mantidactylus domerguei, Boophis laurenti i Boophis microtympanum.

## Estat de conservació
L'estat és "En perill crític". Aquestes selves es troben més alterades que les de les ecoregions veïnes, a causa segurament de la seva major densitat de població al llarg de la història i de la proximitat de la capital, Antananarivo; a més, la generalitzada agricultura itinerant de boïga ha eliminat la major part de la selva.
Dintre de l'ecoregió hi ha unes poques reserves, com ara Ambohitantely i Isalo.